# Ascotrichia
Ascotrichia är ett släkte av nattsländor. Ascotrichia ingår i familjen smånattsländor.
Kladogram enligt Catalogue of Life:
| Ascotrichia | \| \| Ascotrichia frontalis \| \| \| \| \| \| Ascotrichia surinamensis \| \| \| \| |
|             | \| \| Ascotrichia frontalis \| \| \| \| \| \| Ascotrichia surinamensis \| \| \| \| |
|             | Ascotrichia frontalis                                                              |
|             |                                                                                    |
|             | Ascotrichia surinamensis                                                           |
|             |                                                                                    |